# Ain Kansra
Ain Kansra (en àrab عين قنصرة, ʿAyn Qanṣra; en amazic ⵄⵉⵏ ⵇⵏⵚⵕⴰ) és una comuna rural de la província de Moulay Yaâcoub, a la regió de Fes-Meknès, al Marroc. Segons el cens de 2014 tenia una població total de 12.291 persones.